# 絕世好Bra
《絕世好Bra》是於2001年上映，由陳慶嘉、梁柏堅聯合導演的香港電影，陳慶嘉、錢小蕙編劇及監製。由劉青雲、古天樂、劉嘉玲、梁詠琪联合主演。劇本是參考當時亞洲電視國際台（ATV World Channel) 購入播放的英國Channel4節目 《Better by Design : Brand New Bra》（國際台節目譯名 ： 絕世好Bra)（主持 ：  Richard Seymour and Dick Powell)。陳慶嘉當時除了向國際台借用該節目的錄影作參考外，更在當時國際台節目經理洪璇璇女仕同意下，借用《絕世好Bra》一名。電影上映時，片尾更有特別鳴謝亞洲電視國際台。

## 劇情簡介
日本著名胸罩公司SIS Group創業以來皆以女性為出發點，且只聘請女性員工，然而為了更廣大的市場，香港區總裁Samantha (劉嘉玲飾)破例聘請了Johnny (劉青雲飾)和Wayne (古天樂飾)這兩名男設計師，要他們在設計中融入男性元素，在三個月內設計出一款「絕世好Bra」。兩位設計師加入之後，成天與女職員調情嬉戲。
起初，他們的設計「拉鍊胸罩」被抨擊得一無是處，而他們的努力也多半付諸流水，他們的上司高級設計師Lena (梁詠琪飾)認為他們無法勝任這份工作，給他們出了一些難題，讓他們了解擁有豐滿胸部的女性在日常生活中的處境，並理解了胸罩的歷史、結構和市場需求。同時，Johnny和Wayne分別與Smantha和Lena產生了感情，並發現自己過去對女性的認知並不全面。
最後他們也在各自女友的幫忙下，以「男人的擁抱」為理念，終將「絕世好Bra」設計成功。除了學會有關胸罩的一切，還學曉了真正的愛與尊重。

## 角色列表
| 演員                 | 角色                 |
| 劉青雲               | 強尼                 |
| 古天樂               | Wayne                |
| 劉嘉玲               | Samantha             |
| 梁詠琪               | Lena                 |
| 李珊珊               | Candy                |
| 青山知可子           | 日本總公司老闆Kanako |
| 樋口明日嘉           | Suki                 |
| 卓韻芝               | Gigi                 |
| 谷祖琳               | Alex                 |
| Rosemary Vandebrouck | Elieen               |
| 馮德倫               | Fung                 |
| 莫文蔚               | Shirley              |
| 譚耀文               | Ali Bra Bra          |
| 鄒凱光               | 戀物狂               |
| 余翠芝               | 售貨員               |
| 陳霽平               | Jolene               |
| 陳慧儀               | Louis女友            |
| 田蕊妮               | 場地負責人           |
| 陳志健               | 非禮青年             |
| 夏永康               | 導演                 |
| 林超賢               | 酒保                 |
| 衛志豪               | 應徵者               |

## 電影歌曲
| 曲別   | 歌名     | 演唱者 |
| 主題曲 | 《貼心》 | 梁詠琪 |

## 獎項及提名
| 頒獎典禮                  | 獎項       | 名單           | 結果 |
| ------------------------- | ---------- | -------------- | ---- |
| 第8屆香港電影評論學會大獎 | 最佳男演員 | 劉青雲         | 獲獎 |
| 第8屆香港電影評論學會大獎 | 最佳女演員 | 梁詠琪         | 提名 |
| 第7屆香港電影金紫荊獎     | 最佳編劇   | 陳慶嘉、錢小蕙 | 提名 |
| 第7屆香港電影金紫荊獎     | 最佳男主角 | 劉青雲         | 提名 |

## 參看
- 《絕世好B》
- 《絕世好賓》